# محمد زبير
محمد زبير (مواليد 1 نوفمبر 1965) هو ملاكم مغربي، مثّل بلاده في الألعاب الأولمبية الصيفية في دورتي 1992 و1996.

## روابط خارجية
محمد زبير على موقع اللجنة الأولمبية الدولية (الإنجليزية)
- محمد زبير على موقع أوليمبيديا (الإنجليزية)